# Бхатт, Пуджа
Пуджа Бхатт (хинди पूजा भट्ट, гудж. પૂજા ભટ્ટ; род. 24 февраля 1972 года, Бомбей) — индийская актриса, модель, режиссёр, продюсер. Старшая дочь индийского режиссёра Махеша Бхатта.

## Биография
Пуджа Бхатт родилась 24 февраля 1972 года в семье Махеша Бхатта и его первой жены Киран (Лорен Брайт). С отцовской стороны она имеет гуджаратские корни, с материнской — английские, шотландские, армянские и бирманские. Пуджа является падчерицей Сони Раздан. У неё есть родной брат Рахул, а также две единокровные сестры Шахин и Алия. Её кузенами являются Мохит Сури и Эмран Хашми.

## Карьера
Её дебют состоялся в 1989 году в возрасте 17 лет в фильме «Папочка», режиссёром которого выступил её отец Махеш Бхатт. Пуджа сыграла девочку-подростка, тяжело переживающую отношения со своим отцом-алкоголиком, роль которого исполнил актёр Анупам Кхер. Фильм принёс ей Filmfare Award за лучшую дебютную женскую роль.
По-настоящему пробиться на большой экран ей помог музыкальный фильм «Сердцу не прикажешь», ремейк оскароносной классической картины «Это случилось однажды ночью». В последующем, она играла во многих фильмах своего отца, таких как «Одержимость» (1992), «Я снова вспоминаю о тебе» (1993), «Между двух огней» (1993). Пуджа снялась также в нескольких региональных индийских фильмах.
Её последним появлением в кино стал фильм Everybody Says I’m Fine! в 2001 году, после которого Пуджа решила больше не сниматься. Вместо этого она сосредоточилась на продюсировании и режиссуре. В первый раз в качестве режиссёра она выступила с фильмом «Искупительный грех» в 2004 году, в главных ролях которого снялись Джон Абрахам и Удита Госвами. С тех пор Пуджа сняла четыре картины: «Каникулы» (2006), «Обман» (2007), «Очи черные» (2010), «Тёмная сторона желания 2» (2012).

## Личная жизнь
С 2003 года замужем за ресторатором и видео-жокеем Манишем Махиджей. В 2014 году они развелись.

## Фильмография

### Актриса
| Год  |   | Русское название         | Оригинальное название               | Роль                    |
| ---- | - | ------------------------ | ----------------------------------- | ----------------------- |
| 1989 | ф | Папочка                  | Daddy                               | Пуджа                   |
| 1991 | ф | Сердцу не прикажешь      | Dil Hai Ki Manta Nahin              | Пуджа                   |
| 1991 | ф | Преследование            | Sadak                               | Пуджа                   |
| 1992 | ф | Одержимость              | Junoon                              | доктор Нита Чаухан      |
| 1992 | ф | Безумно влюблённые       | Prem Deewane                        | Радха                   |
| 1992 | ф |                          | Saatwan Aasman                      | Пуджа Мальхотра         |
| 1992 | ф |                          | Jaanam                              | Анджали                 |
| 1993 | ф | Между двух огней         | Sir                                 | Пуджа                   |
| 1993 | ф |                          | Chor Aur Chand                      | Рима                    |
| 1993 | ф | Неудачник из Бомбея      | Pehla Nasha                         | Моника                  |
| 1993 | ф | Отверженный              | Tadipaar                            | Мохини Деви/ Намкин     |
| 1993 | ф | Я снова вспоминаю о тебе | Phir Teri Kahani Yaad Aayee         | Пуджа                   |
| 1994 | ф | Защитник обездоленных    | Naaraaz                             | Сония                   |
| 1994 | ф | Террористы               | Kranti Kshetra                      | Пуджа                   |
| 1995 | ф |                          | Guneghar                            | Пуджа Тхакур            |
| 1995 | ф | Мы с тобой               | Hum Dono                            | Приянка Сурендра Гупта  |
| 1995 | ф | Телохранитель            | Angrakshak                          | Приянка «Прия» Чаудхари |
| 1996 | ф | Страстная любовь         | Chaahat                             | Пуджа                   |
| 1997 | ф | Граница                  | Border                              | Кану                    |
| 1997 | ф | Таманна                  | Tamanna                             | Таманна                 |
| 1998 | ф | Когда-нибудь             | Kabhi Na Kabhi                      | Тина                    |
| 1998 | ф | Однажды в Индии          | Angaaray                            | Пуджа                   |
| 1998 | ф |                          | Yeh Aashiqui Meri Yeh Aashiqui Meri |                         |
| 1998 | ф | Боль души                | Zakhm                               | Мать                    |
| 2000 | ф | Ради тебя, любимая       | Sanam Teri Kasam                    | Сима Кханна             |
| 2000 | ф |                          | Yeh Pyar Hi To Hai                  |                         |
| 2001 | ф |                          | Everybody Says I'm Fine!            | Тания                   |

## Номинации и награды
Filmfare Awards
- 1991[4] — Премия в категории «Лучшая дебютная женская роль» (за фильм «Папочка»[англ.], 1989)[5]

Zee Cine Awards
- 2005 — Номинация в категории «Лучший режиссёрский дебют» (за фильм «Искупительный грех»[англ.], 2003)